# Swanachilda
Swanachilda také Swanahilda či Serenahilta (705/710 - po roce 741?) byla bavorská princezna z rodu Agilolfingů a druhá manželka Karla Martela. V tomto manželství se narodil Karlův třetí syn Grifo.
Swanachilda byla z rodu Agilolfingů, i když její přesný původ není zcela známý. Do Franské říše ji přivedl Karel Martel jako zajatkyni z tažení po Bavorsku v roce 725. Po smrti první Karlovy manželky Rotrudy se Swanachilda za Karla Martela provdala. V roce 726 se v tomto manželství narodil syn Grifo. 
V roce 736 Karel jmenoval jejího strýce Odila bavorským vévodou. V posledních letech Karlova života Swanachilda hrála klíčovou roli v jeho kariéře, čímž dokázala zajistit dědictví i pro svého syna Grifa. Po smrti Karla Martela, ale jeho starší synové, Karloman a Pippin dědická práva mladšího bratra Grifa ignorovali. Swanachilda svého syna sice i nadále podporovala, ale nevlastními syny byla vyhnána do kláštera v Chelles, kde také zemřela.